# 三岛湖
三岛湖（藏語：སན་རྡའོ་མཚོ།，威利转写：san rda'o mtsho，THL：Sendao Tso）位于中国西藏自治区阿里地区改则县境内，地处改则县北部，北临玉环湖，因湖中有三座小岛，故名。湖面海拔4916米，面积20.4平方公里。湖区气候寒冷干燥，年均气温-6～-4℃，年均降水量75～100毫米左右。湖水主要依靠周边的泉水补给。